# Robert R. Caldwell
Pour les articles homonymes, voir Caldwell.
 (novembre 2011).
Robert R. Caldwell est un cosmologiste américain, actuellement en poste au Dartmouth College (New Hampshire).

## Biographie
R. R. Caldwell a obtenu sa thèse de doctorat en 1992 à l'université du Wisconsin à Milwaukee. Après huit années en tant que chercheur post-doctoral, il a été nommé professeur assistant au Dartmouth College en 2000, puis professeur associé en 2005. Il est spécialisé dans la physique des anisotropies du fond diffus cosmologique, ainsi que dans divers modèles d'énergie sombre, notamment la quintessence, dont il est un des inventeurs du terme. Il est également un des inventeurs du modèle du Big Rip. Auparavant, il avait travaillé sur des modèles cosmologiques basés sur les cordes cosmiques, aujourd'hui abandonnés.